# Ciruelos
Ciruelos è un comune spagnolo di 374 abitanti situato nella comunità autonoma di Castiglia-La Mancia.